# Traminda glauca
Traminda glauca är en fjärilsart som beskrevs av W. Warren 1897. Traminda glauca ingår i släktet Traminda och familjen mätare. Inga underarter finns listade i Catalogue of Life.